# Сумасшедшие (телесериал)
«Сумасше́дшие» (англ. The Crazy Ones) — американский телесериал, созданный Дэвидом Э. Келли c Робином Уильямсом и Сарой Мишель Геллар в главных ролях. Сериал был заказан CBS для трансляции в сезоне 2013/14 годов.
10 мая 2014 года канал закрыл сериал из-за низких рейтингов.

## Сюжет
Сериал рассказывает об отношениях отца с дочерью. Саймон Робертс является учредителем рекламного агентства. Сидни Робертс — его дочь, которая отвечает за творчество в агентстве. Саймон боится, что все его основные идеи остались в прошлом, что былая страсть к рекламе исчезает.

## В ролях

### Основной остав
- Робин Уильямс — Саймон Робертс
- Сара Мишель Геллар — Сидни Робертс
- Джеймс Уок — Зак Кроппер
- Хэмиш Линклейтер — Эндрю Кинелли
- Аманда Сеттон — Лорен Слотски

### Второстепенный состав
- Брэд Гарретт — Гордон Льюис
- Джош Гробан — Дэнни Чейз
- Фред Меламед — в роли самого себя

## Эпизоды
| №  | Название                                                            | Режиссёр         | Автор сценария              | Дата премьеры    | Произв. код | Зрители в США (млн) |
| -- | ------------------------------------------------------------------- | ---------------- | --------------------------- | ---------------- | ----------- | ------------------- |
| 1  | «Пилот» «Pilot»                                                     | Джейсон Уайнер   | Дэвид Э. Келли              | 26 сентября 2013 | 1AXB79      | 15,52               |
| 2  | «Зрелище» «The Spectacular»                                         | Джейсон Уайнер   | Джо Порт и Джо Уайзман      | 3 октября 2013   | 1AXB02      | 11,71               |
| 3  | «Плохой папа» «Bad Dad»                                             | Джейсон Уайнер   | Кори Никерсон               | 10 октября 2013  | 1AXB01      | 9,69                |
| 4  | «Клуб любителей буррито на завтрак» «Breakfast Burrito Club»        | Майкл П. Жанн    | Роб Суддут                  | 17 октября 2013  | 1AXB04      | 9,37                |
| 5  | «Так по-европейски» «'She's So European'»                           | Джейсон Уайнер   | Дин Лори                    | 24 октября 2013  | 1AXB05      | 8,69                |
| 6  | «Радоваться настоящему» «Hugging the Now»                           | Фред Сэвидж      | Райан Раддатц               | 31 октября 2013  | 1AXB03      | 8,06                |
| 7  | «Сидней, Австралия» «Sydney, Australia»                             | Билл Д’Элия      | Трейси Пуст и Джон Кеннелли | 7 ноября 2013    | 1AXB06      | 8,00                |
| 8  | «Заказ Стэна Вуда» «The Stan Wood Account»                          | Джейон Уайнер    | Лора Краффт                 | 14 ноября 2013   | 1AXB07      | 8,59                |
| 9  | «Игра в софтбол» «Sixteen-Inch Softball»                            | Алекс Хардкасл   | Эми Хуббс                   | 21 ноября 2013   | 1AXB08      | 8,60                |
| 10 | «Модели любят магию» «Models Love Magic»                            | Фред Сэвидж      | Дин Лори                    | 5 декабря 2013   | 1AXB10      | 7,58                |
| 11 | «Стажёр» «The Intern»                                               | Фред Госс        | Джо Порт и Джо Уайзман      | 12 декабря 2013  | 1AXB09      | 7,87                |
| 12 | «Лицо победителя» «The Face of a Winner»                            | Джейсон Уайнер   | Мэйсон Стейнберг            | 2 января 2014    | 1AXB12      | 8,20                |
| 13 | «Эпидемия» «Outbreak»                                               | Билл Д’Элия      | Роб Суддут                  | 9 января 2014    | 1AXB13      | 9,52                |
| 14 | «Саймон Робертс был здесь» «Simon Roberts Was Here»                 | Стивен Туцида    | Райан Раддатц               | 30 января 2014   | 1AXB14      | 8,25                |
| 15 | «Мёртвый и улучшенный» «Dead and Improved»                          | Билл Д’Элия      | Дэвид Э. Келли              | 6 февраля 2014   | 1AXB11      | 7,48                |
| 16 | «Зак Мицва» «Zach Mitzvah»                                          | Джейсон Уайнер   | Трейси Пуст и Джон Киннелли | 27 февраля 2014  | 1AXB15      | 7,41                |
| 17 | «Тяжелое вмешательство» «Heavy Meddling»                            | Алекс Хардкасл   | Билл Кунстлер               | 6 марта 2014     | 1AXB16      | 6,96                |
| 18 | «Безумие в марте» «March Madness»                                   | Линда Мендоса    | Лора Краффт                 | 13 марта 2014    | 1AXB17      | 6,71                |
| 19 | «Дэнни Чейз ненавидит Брэд Пейсли» «Danny Chase Hates Brad Paisley» | Дэвид Катценберг | Эми Хуббс                   | 3 апреля 2014    | 1AXB19      | 6,53                |
| 20 | «Любовь — отстой» «Love Sucks»                                      | Билл Д’Элия      | Мэйсон Стейнберг            | 10 апреля 2014   | 1AXB18      | 6,87                |
| 21 | «Монстр» «The Monster»                                              | Мэтт Сон         | Дин Лори                    | 17 апреля 2014   | 1AXB21      | 6,19                |
| 22 | «Маяк» «The Lighthouse»                                             | Мэтт Сон         | Трейси Пуст и Джон Киннелли | 17 апреля 2014   | 1AXB20      | 5,23                |